# Вільнюський район
Вільнюський район (Вільнюське районне самоуправління, лит. Vilniaus rajono savivaldybė) — район у Вільнюському повіті. Центр — місто Вільнюс.

## Географія
Річки: Судерв'янка.

## Загальна характеристика
Один з найбільших за площею районів Литви (2 129, 15 км²). З них 98 236 га займають сільськогосподарські угіддя, 80 803 га — ліси, 5 136 га — водойми, 5 367 га — дороги, 16 854 га — площі іншого призначення.

## Населення
Населення району — 96 484 чол. (2010).
З них:
- 61,3 % — поляки;
- 22,4 % — литовці;
- 8,4 % — росіяни;
- 4,4 % — білоруси;
- 3,5 % — українці, татари, євреї та інші.

## Населені пункти
- 1 місто — Неменчине;
- 4 містечка — Бездоніс, Майшагала, Міцкунай і Шумскас;
- 1091 село.

## Адміністративний поділ
Район включає 23 староства:
- Авіженське (Авіженю) (лит. Avižienių seniūnija; Авіженяй)
- Бездонське (Бездоню) (лит. Bezdonių seniūnija; Бездоніс)

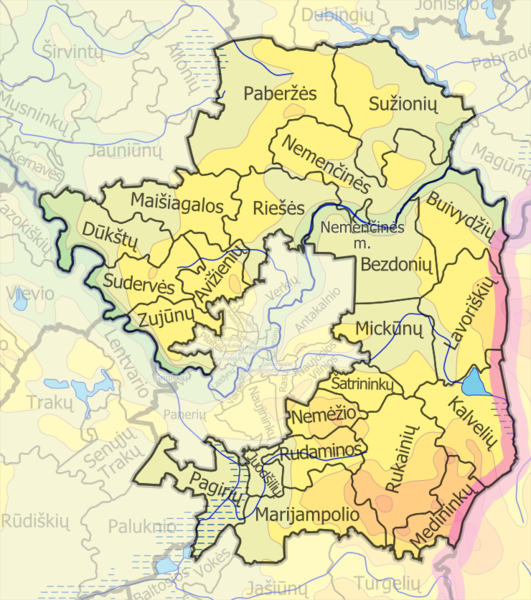
Староства Вільнюського району

- Буйвиджяйське (Буйвіджю) (лит. Buivydžių seniūnija; Буйвіджяй)
- Дукштське (Дукшту) (лит. Dūkštų seniūnija; Дукштос)
- Зуюнське (Зуюну) (лит. Zujūnų seniūnija; Зуюнай)
- Калвяльське (Кальвялю) (лит. Kalvelių seniūnija; Кальвяляй)
- Лаворишкське (Лаворішкю) (лит. Lavoriškių seniūnija; Лаворішкес)
- Майшагальське (Майшагалос) (лит. Maišiagalos seniūnija; Майшагала)
- Маріямпольське (Маріямпольо) (лит. Marijampolio seniūnija; Маріямполіс)
- Медінінкське (Медининку) (лит. Medininkų seniūnija; Мідники)
- Мицкунське (Мицкуну) (лит. Mickūnų seniūnija; Міцкунай)
- Неменчинське (Неменчинес) (лит. Nemenčinės seniūnija; Неменчине)
- міста Неменчине (лит. Nemenčinės miesto seniūnija; Неменчине)
- Немежиське (Немежьо) (лит. Nemėžio seniūnija; Немежис)
- Пабяржське (Пабяржес) (лит. Paberžės seniūnija; Пабярже)
- Пагиряйське (Пагирю) (лит. Pagirių seniūnija; Пагіряй)
- Решське (Решес) (лит. Riešės seniūnija; Велика Реше)
- Рудаминське (Рудамінос) (лит. Rudaminos seniūnija; Рудаміна)
- Рукайняйське (Рукайню) (лит. Rukainių seniūnija; Рукайняй)
- Судервеське (Судервес) (лит. Sudervės seniūnija; Судерве)
- Сужонское (Сужёню) (лит. Sužionių seniūnija; Сужоніс)
- Шатрінінкське (Шатрининку) (лит. Šatrininkų seniūnija; Шатрінінкай)
- Юодшиляйське (Юодшилю) (лит. Juodšilių seniūnija; Юодшіляй

## Райони-побратими
- Радом, Польща.